# Cristóbal Colón Palasí
Cristóbal Colón Palasí (Zuera, província de Saragossa, 1949) és un psicòleg i empresari català d'origen aragonès.
A 14 anys es va posar a treballar com a aprenent de sastre amb el seu oncle, després de la mort sobtada del seu pare. A 22 anys va treballar com a mosso en el sanatori Las Delicias de Saragossa i més tard ho va fer en diferents sanatoris mentals.
Es llicencià en psicologia clínica per la Universitat Autònoma de Barcelona, on es va especialitzar en laborteràpia. Considera que el treball pot ser un element clau en la rehabilitació de malalts mentals, i amb aquesta finalitat va crear el 1982 la cooperativa La Fageda SCCL al costat de Carme Jordá de productes lactis al Mas Els Casals (Olot), amb l'objectiu d'atendre persones amb problemes psíquics i els malalts mentals crònics de la comarca de la Garrotxa.

## Premis i reconeixements
El 2009 va rebre la Creu de Sant Jordi. El 2010 va rebre el Premi Memorial Lluís Companys de la Fundació Josep Irla. El juny de 2024 fou investit doctor honoris causa per la Universitat de Girona.